# Джунгарское ханство

Политическое положение в Азии на 1636 год

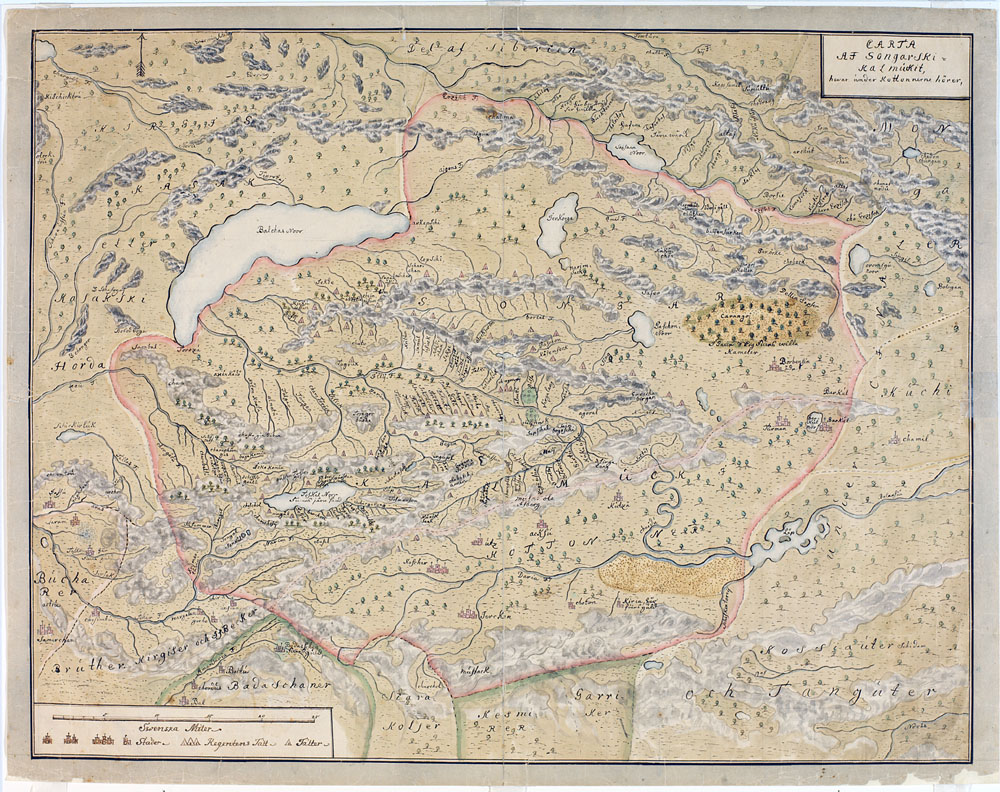
Карта Джунгарского ханства, составленная Ренатом

Джунгарское ханство (в старорусских источниках также Зюнгарское ханство; в  дореволюционной литературе чаще именовалось Ойратским ханством; старомонг. ᠵᠡᠭᠦᠨ
ᠭᠠᠷ
ᠤᠨ
ᠬᠠᠭᠠᠨᠲᠣ
ᠣᠯᠣᠰ, jegün γar-un qaγan-tu ulus; калм. Зүнһар хаант улс; монг. Зүүнгарын хаант улс; также калм. Дөрвн өөрд улс — «Государство Четырёх Ойратов», калм. Догшн Зүнһарин Нутг — «Грозный (Свирепый, Бешеный) Зюнгарский Нутуг (государство)») — ойрат-монгольское государство, существовавшее в XVII—XVIII веках на территории, которая в настоящее время относится к Китаю, Монголии, Казахстану, Кыргызстану, Таджикистану и России (Тува и часть Алтая), и занимавшее земли от Кашмира, Тибета и Китая на юге и юго-востоке до юга Сибири на севере и от Кокандского и Бухарского ханств на юго-западе до Халха-Монголии на северо-востоке, включая в себя озеро Балхаш, Семиречье, озеро Кукунор, горы Тянь-Шань и Алтай, долину реки Или, а также верховья Оби, Иртыша и Енисея. До настоящего времени на указанной территории сохранились руины ойратских (зюнгарских, калмыцких) буддистских монастырей (Аблайкит, Кызыл-Кент) и крепостей (Семипалатинск, Зайсан), наскальные изображения Будды (под Алма-Атой, около Иссык-Куля).
Государство было основано в 1635 году Эрдэни-Батуром, принявшим титул «хунтайджи» от Далай-ламы V. Годы правления Цэван-Рабдана (1697—1727) ознаменовались ростом могущества Джунгарского ханства, достигшего наибольшего подъёма в царствование его старшего сына Галдан-Цэрэна (1727—1745). По мнению ряда историков, Джунгарское ханство считается «последней кочевой империей».

## Этимология
В переводе с калмыцкого и монгольского языков jagun γar, jegiin ğar, зүң һар, зүүн гар, зюнгар, означает — «левая рука (крыло)». Термин «левая рука (крыло)» традиционно связывают с левым крылом армии Монгольской империи. Монгольское войско делилось на 3 части: центр (кэль, или хол), правое крыло (барунгар) и левое крыло (джунгар).
Ойраты начиная с XVII века стали известны как джунгары, в китайских источниках — элюты или олюты (искажённое в китайской транскрипции слово «ойрат»). Джунгарский союз образовался в начале XVII века путём объединения нескольких ойратских племён и родов во главе рода Чорос, под руководством Хара-Хула-тайши потомка тайшей Тогона и Эсэна.

## История

### Предыстория

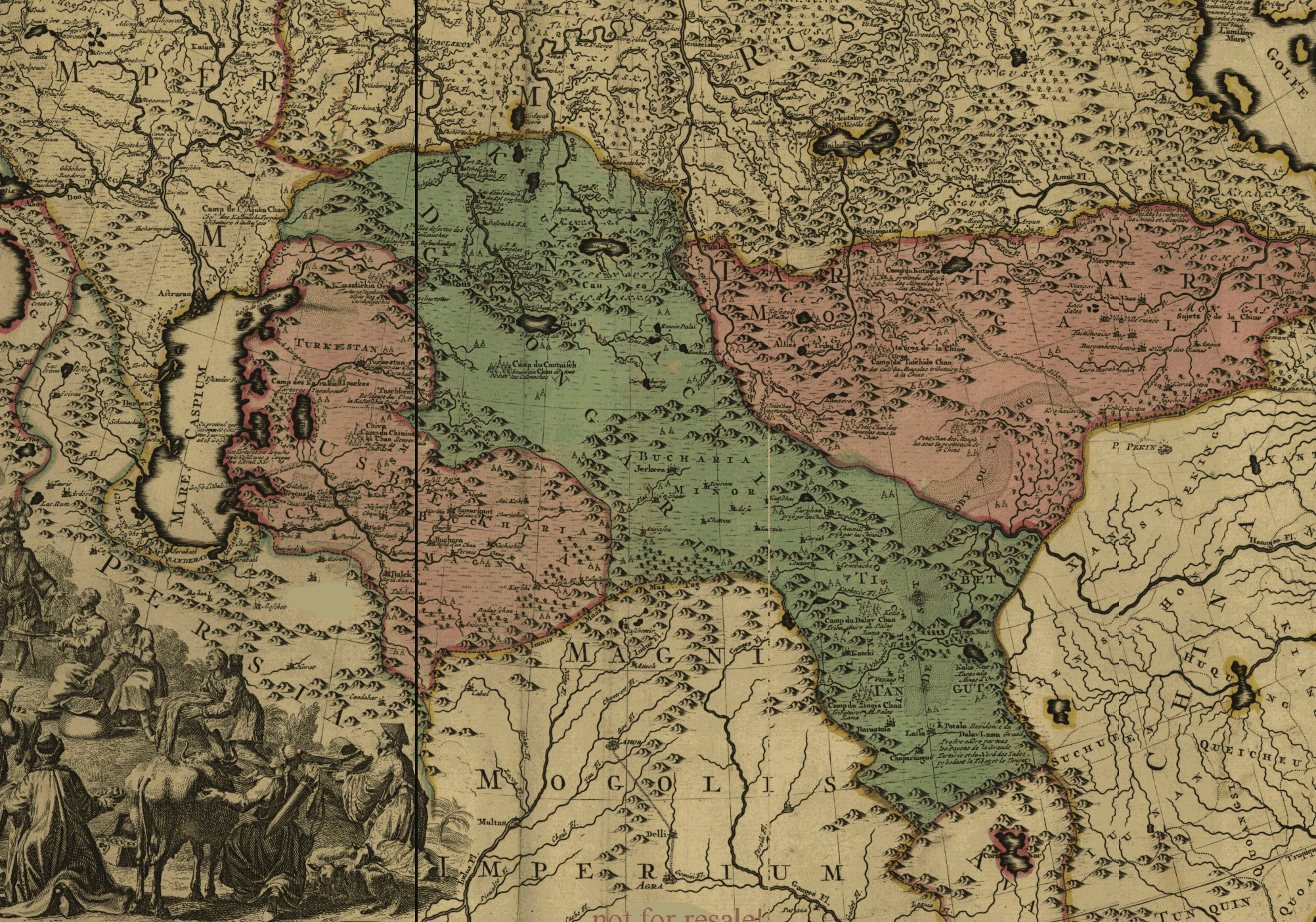
Фрагмент карты Российской империи и близлежащих государств времён Петра Великого (зелёным цветом обозначена территория Джунгарского ханства). Составленна пленными шведскими офицерами, ок. 1709 год

В результате конфликта между монгольской династией Северной Юань и ойратами в 1399 году ойраты под предводительством Махаму и Угэчи Хашигу захватили власть в Монголии и создали Ойратское ханство (1399—1634). Угэчи Хашигу узурпировал ханский престол в Монгольском каганате и отменил прежнее название Юань, учредив новое название владения Дадань.
Сын и внук Батулы — Тогон и Эсэн правили Монголией от имени марионеточных ханов Чингизидов. В 1449 году ойрат-монголы под предводительством Эсэна, разгромили 500-тысячную китайскую армию в местности Туму, захватив в плен императора Чжэнтуна. В 1453 году Эсэн узурпировал ханский престол и объявил себя великим ханом Монгольской империи. В 1454 году Эсэн в результате заговора был убит.
В 1468 году объединённые силы монголов во главе с Мандухай-хатун в местности Таш-Тураду нанесли поражение ойратам.
Тушэту-хан Абатай вёл ожесточённую борьбу с ойратами, закончившуюся их покорением в 1577 году в битве при Хубхэр-Гэрийн (Кубкэр-гэрийн). В том же году Абатай-хан объявил своего сына Субагатая ойратским ханом. Примерно в это же время против ойратов выступил другой халхаский правитель — Сайн-Лайхор-хан, который дал им бой в устье реки Эмель, но потерпел поражение. После смерти Абатай-хана в 1586 году, ойраты восстали и освободились от зависимости, убив Субагатая.
В 1587 году хотогойтский Шолой Убаши попытался восстановить власть монголов над ойратами. Этим он начал длительную монголо-ойратскую войну. Впрочем, из-за несогласованности с союзником Шолой Убаши потерпел тяжелое поражение.
В начале XVII века потомок Эсэна — Гумэчи, носивший титул «Хара-Хула-тайши», возглавил объединение ойратских племён, объединившихся под именем «джунгары»
В 1609 году Шолой Убаши начал второй поход против ойратов, но снова потерпел поражение, поэтому вынужден был отступить из всех ойратских земель. В 1614 году Шолой Убаши начал новую военную кампанию против ойратов, возглавив 80-тысячное войско. На этот раз она была довольно успешной. Того же года нанес поражение Байбагасу, правителю части ойратских племен. В 1615 году Шолой Убаши одержал победу над ойратами во главе с Хара-Хулой.
В 1620 году Шолой Убаши подчинил ойратов, кочевавших у реки Черный Иртыш. В 1623 году возобновилась война с ойратами, которую возглавили Хара-Хула и Байбагас. Но Убаши-хунтайджи нанес решительное поражение 36-тысячной армии ойратов. В результате практически полностью были покорены ойратские племена. Впрочем в 1627 году Хара-Хула вновь возглавил ойратское сопротивление. В этой войне Шолой Убаши-хунтайджи потерпел поражение и погиб.

### Возникновение государства
В XVII веке ойраты на основе союза Дурбэн-Ойрат, создали Джунгарское ханство. Основание ханства относится к 1635 году или 1676 году. Как считает большинство историков, государство создалось в первый год правления Эрдэни-Батура. Но некоторые историки считают, что Галдан-Бошогту создал Джунгарское ханство, то есть государство возникло не раньше середины 1670-х годов. В 1676 году борьба Галдан-Бошогту за власть окончилась.
Будущие правители Джунгарского ханства принадлежали к роду Чорос и являлись потомками ойратских тайшей Тогона и Эсэна.
В этот период из ойратов лишь хошутский тайши Тюрю-Баирлху носил титул хана, в то время как дербетский Далай-Батыр-тайши считался наиболее могущественным. Сын Хара-Хулы, Батур-хунтайджи, присоединился к тибетской экспедиции Гуши-хана, получив в награду от Далай-ламы V титул «Эрдэни» — Драгоценный. В результате военно-политической экспансии и столкновений с Маньчжурской империей Цин, Россией, государствами и племенными союзами Средней Азии, с 1635 по 1679 год территория Джунгарского ханства значительно увеличилась.
Примерно в этот временной промежуток другими группами ойратов были образованы два государственных образования: в 1633 году Калмыцкое ханство в Поволжье, и в 1642 году Кукунорское ханство в Тибете и в современной провинции Цинхай.

### Укрепление государства
В 1640 году ойратские правители провели общемонгольский съезд, на котором приняли Степное Уложение, установившее единые законы для всех ойратских владений и определившее буддизм школы гелуг в качестве единой религии. В этом съезде принимали участие представители всех ойратских и халха-монгольских ханских и княжеских родов, от междуречья Яика и Волги до Западной Монголии и Джунгарии. От высшего буддийского духовенства в работе съезда принял участие хошутский учёный и просветитель Зая-Пандита. Под властью джунгарского правителя были большие территории: не только собственно Джунгария (Западная Монголия) и долина верхнего течения реки Или, но и соседние земли. Так, власть Батур-хунтайджи признавали Хакасия, территория трёх казахских жузов (Южный и Западный Казахстан), Восточный Туркестан, Средняя и Центральная Азия, Монголия, а также территория Калмыцкого ханства (Северный Казахстан и часть Северного Кавказа — Дагестан и Калмыкия) и территория Кукунорского (Хошутского) ханства (Тибет, Северный Китай и Северная Индия).
В 1653 году Эрдэни-Батуру наследовал его сын Сенге. Начавшуюся с 1657 году военную конфронтацию с собственными сводными братьями Цэцэн-тайши и Цзотбой-тайши, Сенге преодолел при помощи хошутского Очирту-Цецен-хана. В 1667 году он одержал победу над последним Алтан-ханом Эринчин-Ловсан-тайджи, окончательно устранив угрозу джунгарам со стороны хотогойтского ханства. При Сенге продолжалось укрепление внутриполитического положения Джунгарского ханства и расширение его территории, однако в 1671 году он был убит сводными братьями, не переставшими претендовать на престол. Узнав об убийстве, из Тибета немедленно возвратился младший брат Сенге Галдан, и вместе с Очирту-Цеценом убил Цэцэна, а Цзотбу изгнал из Джунгарии, женился на внучке Очирту-Цецена — Ану, нанёс поражение восставшим против него племянникам — сыновьям Сенге — Соном-Рабдану и Цэван-Рабдану. В 1671 году Галдан получил от Далай-ламы титул хунтайджи, однако Очирту-Цецен, опасаясь растущего влияния Галдана, объединился с Чохур-Убаши, отказавшимся признавать главенствующие положение Галдана. Победа Галдана над оппозицией в 1676 году закрепила его главенствующее положение в ойратской конфедерации, на следующий год Далай-лама пожаловал Галдану титул хана, а в 1679 году после покорения Восточного Туркестана титул «Бошогту» — Благословенный.

### Война за Восточный Туркестан
В начале XVII века власть в Могулии захватили имамы тариката Накшбандийа-Увайсия. В 1677 году Аппак-ходжа, изгнанный накшбандийцами из Кашгара, обратился за военной поддержкой к Далай-ламе. По просьбе Далай-ламы Галдан-Бошогту возвратил Аппак-ходжу в Кашгар в качестве зависимого правителя, даровав уйгурам право самоуправления в пределах, ограничивавшихся интересами Джунгарского ханства. Это положение сохранялось в городах Таримской впадины до 1757 года. В 1679 Галдан-Бошогту завоевал весь Восточный Туркестан, и посадил в качестве марионеточного правителя Аппак-ходжу на престол в Кашгаре.
В 1680 году по призыву накшбандийских ходжей Кашгара кара-киргизы вторглись в Могулию и захватили Яркенд. Население Яркенда обратилось к Галдану за помощью. Галдан вновь привёл армию в Кашгар и Яркенд, позволив населению самому избрать себе правителей. На следующий год Галдан подчинил Турфан и Хами. Правление Аппак-ходжи продолжалось всего два года, прежде чем восстания привели к убийству Аппака и его сына. В 1696 году Чагатаид Мухаммад Мумин стал ханом, однако кашгарские беки и киргизы подняли восстание и захватили Мухаммада Мумина во время нападения на Яркенд, затем джунгар попросили вмешаться яркендские беки, что привело к тому, что джунгары вытеснили киргизов и полностью прекратили правление Чагатаидов, установив Мирзу Алим Шах-бека в качестве правителя в Яркенде.

### Война с казахами
Стратегической целью джунгар являлось увеличение территорий для кочевья путём присоединения соседних земель Казахского ханства. Главные события войны казахов с джунгарами входят в казахскую историю как «Годы великого бедствия» («Ақтабан шұбырынды»).
В 1643 году Эрдэни-Батур вместе с союзниками вторгся в пределы Казахского ханства. Казахский хан Жангир с отрядом в 600 воинов при поддержке 20 тысяч человек эмира, приведённых на помощь Ялангтушом Бахадуром из Мавераннахра, выбрав удобную позицию, успешно остановил 10-15 тысячное джунгарское войско (или по традиционной историографии 50-тысячное). Потерпев военное поражение, джунгары вынуждены были отступить.
При хунтайджи, а впоследствии хане Галдане-Бошогту крупномасштабные военные действия возобновились. 1681 год — вторжение Галдан Бошогту-хана в Семиречье и Южный Казахстан. Казахский правитель Тауке-хан (правил в 1680—1718 годы) был разбит, а его сын попал в плен. В 1683 году джунгарская армия под командованием Цэван-Рабдана дошла до Сайрама, Ташкента и Сырдарьи, разбив два казахских войска. После этого Галдан подчинил киргизов и разорил Ферганскую долину.
В результате походов 1683—1684 годов произошёл военный захват джунгарами Сайрама, Ташкента, Шымкента, Тараза.
Особенно обострились казахско-джунгарские отношения, когда Джунгарией правил хунтайджи Цэван-Рабдан. Изнурительная, шедшая на истощение война с сильным противником за пастбища ослабила Казахское ханство. Казахи постепенно теряли свои кочевья по Иртышу, Тарбагатаю и в Семиречье, всё дальше отступая на запад.
В 1717 году пограничный отряд джунгар численностью в тысячу человек благодаря тактическому преимуществу разгромил 30-тысячное казахское войско под командованием Кайып-хана и Абулхайр-хана. В дальнейшем, в этом же и следующем годах, джунгары продолжили наступление на территорию казахских жузов, не встречая организованного сопротивления.
В 1723 году Цэван-Рабдан вёл успешные войны с казахами, в результате которых казахи потеряли территории в районе Семиречья и уступили ойратам территории нынешних Джамбульской и Южно-Казахстанской областей. В этом же году, джунгары взяли Ташкент, Сайрам и Туркестан. Эти события вошли в историю казахского народа как «Годы великого бедствия» («Ақтабан шұбырынды»). Считается, что погибло до трети казахского населения, многие были вынуждены мигрировать в Среднюю Азию и другие регионы. Зависимость от джунгар признали также Ходжент и Самарканд. В 1725 году джунгары разгромили каракалпаков.
Галдан-Цэрэн проводил завоевательную политику и на западе от Джунгарии, в 1734—1735 годах он нанёс поражение казахам Старшего жуза, по итогу которого они были вынуждены признать себя вассалами джунгарского хунтайджи.
В результате военной кампании 1741—1742 годов крупнейшие владельцы Среднего жуза признали себя вассалами Джунгарского хунтайджи. Султан Абылай был взят в плен. Видные султаны Старшего жуза перешли на сторону победителей, дали аманатов (заложников) и обязались платить джунгарам дань. Хан Среднего жуза Абилмамбет также направил своего младшего сына, султана Абулфейза, в Джунгарию в качестве заложника и платил дань. Таким образом, Средний жуз был поставлен в такое же положение зависимости от Джунгарского ханства, как и Старший жуз. Позднее и хан Младшего жуза Абулхайр, также был вынужден отправить к хунтайджи своего сына. Предоставление родовитых аманатов признавалось гарантией соблюдения договорных отношений сторон по установлению сюзеренитета-вассалитета.

### Война с Россией за Южную Сибирь
В 1710 году джунгарами был разорён российский Бикатунский острог (ныне Бийск, Алтайский край), который русские казаки пытались восстановить на землях телеутов — народа, находившегося в союзе с Джунгарским ханством. В феврале-апреле 1716 года, по указанию ойратского хунтайджи Цэван-Рабдана, 10-тысячным ойратским войском был блокирован русский 3-тысячный экспедиционный отряд под командованием полковника И. Д. Бухгольца. Последний должен был указом Петра Первого «о завладении городом Еркетом и о искании золотого песку по реке Дарье», «о песочном золоте в Бухарии, о чинённых для этого отправлениях, и о строении крепостей при реке Иртыше, которым имена: Омская, Железенская, Ямышевская, Семипалатная, Усть-Каменогорская» основать на территории Джунгарского ханства на правом берегу Иртыша Ямышевскую крепость. В результате успешной осады Ямышевской крепости (ныне Ямышево, Павлодарская область) джунгарским войском, отряд Бухгольца, потеряв убитыми и умершими от болезней 2300 человек, был вынужден сдаться и отступить на подконтрольную русским территорию, сама крепость по условиям сдачи была русскими срыта. При этом, в ходе осады ойратами (джунгарами) был захвачен высланный в Ямышевскую крепость из Тобольска обоз с боеприпасами, продуктами питания и солдатским жалованием общей суммой в 200 000 рублей. Впоследствии отряд Бухгольца, отступив по реке Иртыш, на окраине Джунгарского ханства вместо Ямышевской крепости основал новый опорный пункт — крепость Омск. В конце 1716 года Ямышевская крепость была восстановлена подполковником Матигоровым, а в 1717 году усилена подкреплением подполковника Ступина, впоследствии став опорным пунктом для продвижения по Иртышу.

### Война за Монголию
В 1680-х годах империи Цин удалось склонить некоторых правителей Халха-Монголии к принятию подданства маньчжурского императора. Такое положение дел беспокоило Галдана-Бошогту, который видел залог независимости монголов в их объединении. Желание Галдан-хана присоединить к Джунгарии Восточную Монголию привело в 1690 году к военному столкновению с империей Цин, которая боялась усиления Джунгарского ханства. Галдан-Бошогту-хан неоднократно одерживал победы в сражениях с многочисленными врагами, но из-за их превосходства в численности и экономической мощи в 1696 году он потерпел поражение на Тэрэлже, что в значительной степени было также обусловлено выступлением против Галдана его племянника Цэван-Рабдана, ставшего новым правителем ханства (1697—1727).
В 1715 году джунгары снова начали военные действия против империи Цин, и захватили Хами.
С 1729 до 1737 года преемник Цэван-Рабдана Галдан-Цэрэн вёл войну против империи Цин, его задачей было отвоевание у неё Халха-Монголии и объединение её с Джунгарией. В 1730 году цинские войска были разбиты ойратами у озера Баркуль, а в 1731 — на Алтае. Однако в 1732 году цинская армия построила на джунгарской границе в урочище Модон-Цаган-куль мощную крепость, которая послужила базой для её дальнейших операций. 23 августа 1732 года 30-тысячная ойратская армия выступила в поход на восток по направлению к Толе и Керулену, и 26 августа разбила 22-тысячную группировку противника у горы Модон-хотон. Ойраты дошли до резиденции главы буддийской церкви в Халхе — монастыря Эрдэни-Дзу, однако были там отброшены цинскими войсками. В 1733—1734 годах цинские войска перешли в наступление, но не добились каких-либо успехов. Война продолжилась до 1737 года. Стало понятно, что решить конфликт силой оружия невозможно, ни одна из сторон не могла нанести решающего поражения другой. В 1739 году Галдан заключил мир с империей Цин на выгодных для себя условиях.

### Битва за Тибет
В 1716 году ойраты начали поход в Тибет, где Цэван-Рабдан надеялся восстановить влияние Джунгарского ханства, и заняли Лхасу, а в 1717 году в районе Нагчу дали отпор цинской армии, попытавшейся вытеснить их из Тибета. В 1720 году цинские войска вытеснили джунгар и вернули Тибет под контроль империи, но на территории самой Джунгарии продолжали терпеть поражения.

### Падение Джунгарии

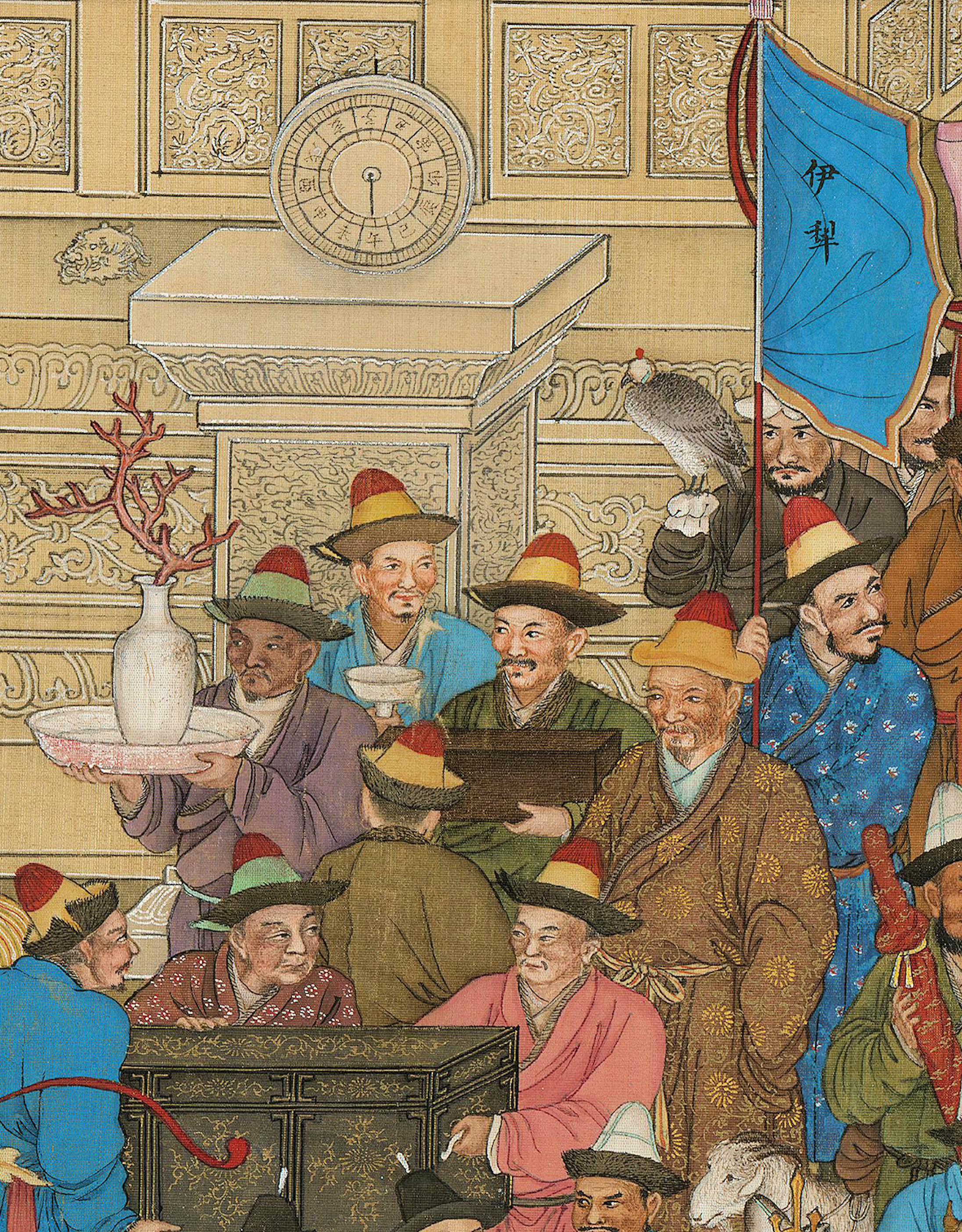
Джунгарское посольство в пекинском Запретном городе. Цинская миниатюра 1761 года

После смерти джунгарского хунтайджи Галдан-Цэрэна, в результате внутренних междоусобиц, вызванных распрями правящей элиты Джунгарии за ханский престол, один из представителей которой был нойон Амурсана, призвал на помощь войска империи Цин, Джунгарское ханство пало. При этом территория Джунгарского ханства была окружена двумя экспедиционными маньчжурскими армиями, насчитывавшими вместе с союзниками из покорённых народов свыше полумиллиона человек, и было убито около 70-80 процентов тогдашнего населения Джунгарии (геноцид), в основном женщины, старики и дети. Один сборный улус — около десяти тысяч кибиток (семей) джунгар под руководством нойона (князя) Шеаренга (Церена) с тяжёлыми боями пробился и вышел на Волгу в Калмыцкое ханство. Остатки некоторых улусов джунгар пробились в Афганистан, Бадахшан, Бухару и были приняты на военную службу тамошними правителями и впоследствии приняли ислам.
Лев Гумилёв написал: 
«Именно ойраты приняли на себя функцию, которую ранее отчасти несли хунны, тюрки и уйгуры, став барьером против агрессии Китая на север, и осуществляли эту роль до 1758 года, пока маньчжуро-китайские войска династии Цинь не истребили этот мужественный этнос».
В 1771 году калмыки Калмыцкого ханства под руководством Убаши-хана предприняли возвращение на территорию Джунгарии, надеясь возродить своё национальное государство. Это историческое событие известно как Торгутский побег, Исход калмыков или Пыльный поход.
В настоящее время калмыки компактно проживают на территории Российской Федерации (Республика Калмыкия), а ойраты (джунгары) компактно проживают на территории Китая (Синьцзян-уйгурский автономный район, Цинхай и Внутренняя Монголия), и в Монголии (западномонгольские аймаки).

## Государственное устройство

### Административное устройство
В административном отношении Джунгарское ханство разделялось на отоки, анги и цзисаи. Отоками назывались административно-хозяйственные единицы, составлявшие личный удел чоросского хунтайджи/хана. Ойраты кочевали «хотонами», т.е. группами семей, связанных родством. Несколько хотонов объединялись в аймаки, а аймаки в отоки. В случае войны оток обязан был выставить до тысячи воинов. «Анги» обозначали уделы ближайших родственников хана и родовой знати. «Цзисаи» представляли небольшие уделы, отданные буддийскому духовенству для их содержания. Все указанные административные единицы были разделены на роды, каждый из которых управлялся наследственным зайсаном. Согласно цинским записям в середине XVIII века в ханстве насчитывалось 24 отока, 21 анги и 9 цзисаи.

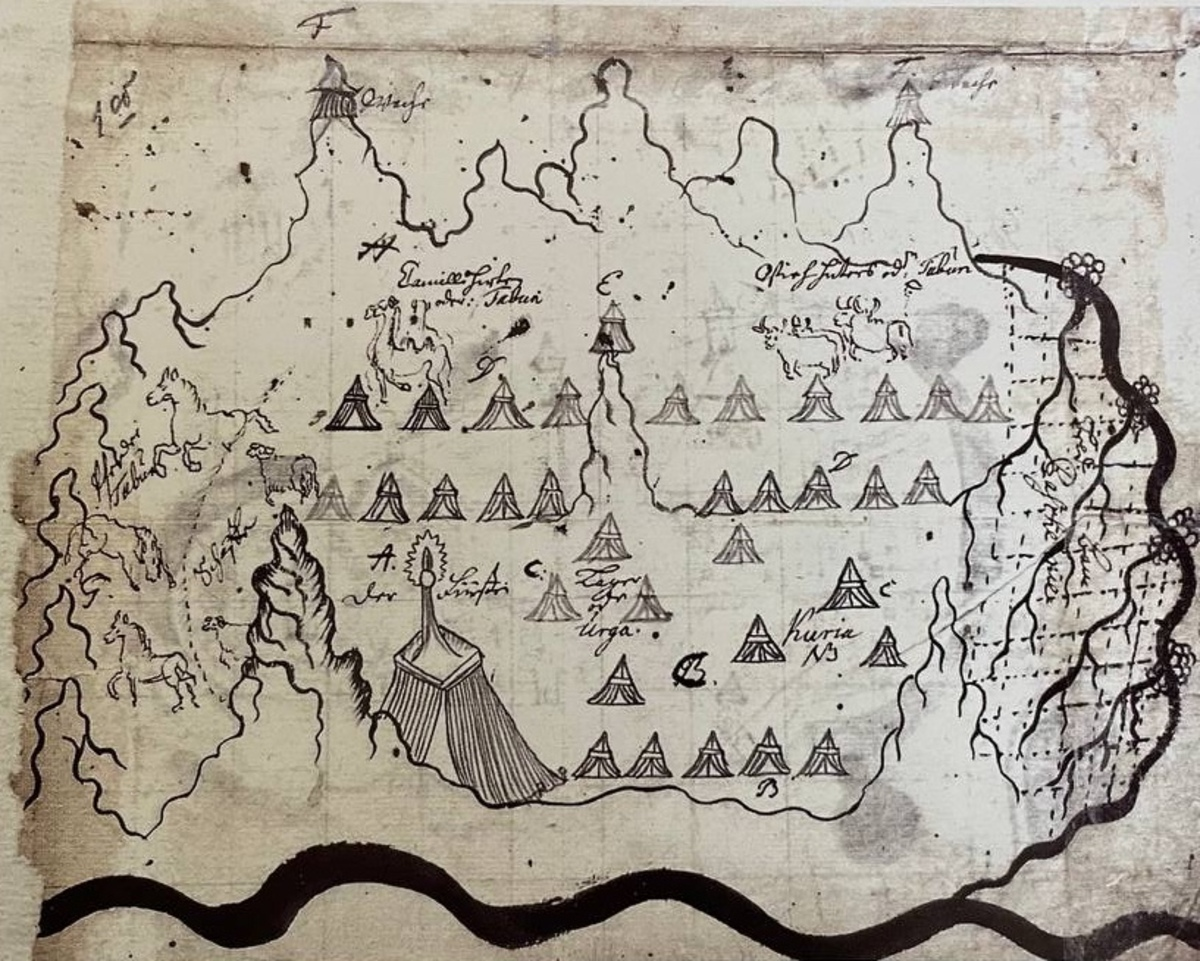
Урга джунгарского хунтайджи

Административным центром ханства была Урга — главная стоянка (ставка) джунгарского хунтайджи, перемещалась в зависимости от времени года. Зимой ставка хунтайджи располагалась у Хоргоса, летом хунтайджи перекочëвывал на привольный Текес.

### Государственные должности
В Джунгарском ханстве государственно-управленческий аппарат был тесно связан с племенным общественным устройством. Хан/хунтайджи был практически всевластным правителем и собственником всей земли.
В управлении государством хану/хунтайджи помогали чиновники различных рангов. Самыми главными считались тушимелы - сановники и приближенные хана, выполнявшие роль министров в Джунгарском ханстве. Следующими после тушимелов по старшинству были заргучи, помощники тушимелов и выполнявшие роль судей и контролировавшие выполнение законов.
Чиновники ранга дэмоци занимались сбором налогов на зависимых от Джунгарского ханства территориях и ли дипломатические переговоры. В самом Джунгарском ханстве сбором налогов и податей ведали албачи-зайсаны и их помощники албачи. Контролем и управлением территорий, зависимых от Джунгарского ханства, занимались кутучинеры. При этом на этих землях сохранялись прежние административные системы и судопроизводство, что обеспечивало лояльность местного населения к джунгарам. Кроме того, существовали специальные чиновники, ведавшие ремесленным производством. Улуты заведовали кузнецами и литейщиками.
Производство вооружения контролировали чиновники бучинэры, которые «заведовали ружьями и пушками» и бучины, «ведавшие только пушками». Алтачины ведали добычей золота и его контролем. Существовала особая группа чиновников захчинов, которые охраняли границы и занимались расследованием преступлений.
В целом система чиновников в Джунгарском ханстве выглядела так:
- Тушимел — Решение общеполитических вопросов управления ханством;
- Заргучи — Судебные функции;
- Дэмоци — Управление дворами тайшей, сбор налогов с зависимых территорий, прием послов и дипломатические переговоры;
  - Помощники дэмоци — Распределение повинностей и сбор налогов;
- Албачи-зайсан — Сбор налогов с джунгар;
  - Албачи — Помощники албачи-зайсанов;
- Кутучинер — Управление территориями зависимыми от Джунгарского ханства;
- Улут — Заведование кузнечным и литейным производством;
- Бучинэр — Заведование пушками и ружьями;
- Бучин — Заведование пушками;
- Алтачин — Руководство производством предметов религиозного культа и добычей золота, его хранением;
- Захчин — Охрана границ.

### Законодательство
В сентябре 1640 года, на съезде ойратских и халхасских ханов, нойонов (князей) и тайшей (старейшин) в предгорьях Тарбагатая, был принят единый свод законов, известный как «Степное уложение». Организатором общемонгольского съезда выступил джунгарский хунтайджи Эрдэни-Батур (1635—1653). Указы хана Галдана-Бошогту, увидевшие свет в течение 1670-х годов, обычно определяются как дополнения к законам 1640 года. Галдан издал два указа, второй датирован 1678 годом в отношении первого такой информации нет.

## Экономика
В основе экономической жизни кочевников Джунгарского ханства лежало скотоводство, а продукты животноводства составляли основу торговли. Мощную земледельческую базу снабжения Джунгарское ханство приобрело только с присоединением Восточного Туркестана. Этого требовали и интересы создания независимого внутреннего рынка.
Именно с Восточным Туркестаном связано укрепление экономической мощи Джунгарского ханства, приобретение им производственно-ремесленной базы. Ремесло было также распространено и среди тюрков Саяно-Алтая. Так, кыргызы славились ювелирным ремеслом, поставляли на рынок обработанную пушнину, мускус, вооружение, железные изделия. Изделиями кузнечного дела нередко платили алман джунгарскому правителю алтайцы. Производством топоров, корнекопалок, котлов, сельскохозяйственного инвентаря, сабель, рогатин, копий, наконечников стрел, доспехов и шлемов славились шорские мастера, а особенную прочность имели «шорские куяки» (панцири), которые стремились приобрести даже русские казаки.
Интенсивно развивалась как внутренняя, так и внешняя торговля. В своих собственных торгово-экономических интересах джунгарские хунтайджи активно использовали уйгуров.

### Денежная система

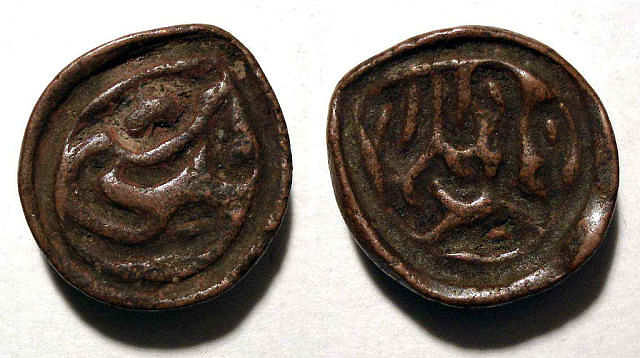
Джунгарский пул (денежная единица)

В 1700 году Цэван-Рабдан (1697—1727) покорил весь Восточный Туркестан, покоренным вассалам он приказал выпустить в обращение медные пулы со своим именем Цэван. Прототипом для этих монет считаются пулы Яркендского ханства, носящие обиходное название «лошадиного копыта». Часть новых монет вывозилась на север в качестве дани. После смерти Цэван-Рабдана власть наследовал его сын Галдан-Цэрэн (1727—1745), который, в свою очередь, также выпускал монеты со своим именем. Старые пулы принимались в отношении 2:1 по сравнению с новыми деньгами. После смерти Галдан-Цэрэна никаких новых денег не выпускалось.

### Государственное регулирование хозяйственной деятельности
Правители Джунгарии прекрасно понимали, что обширное государство, претендующее на гегемонию над всей Центральной Азией, не может целиком зависеть от своих соседей ― оседлых государств. Поэтому неудивительно, что многие русские путешественники сообщают о том, что они всячески старались развивать собственное земледелие и даже производство. В стационарной ставке («урге») Галдан-Цэрэна, по сообщению И. П. Фалька, был «огромный и прекрасный сад с плодоносными деревьями и другими растениями». Неудивительно, что после покорения Джунгарии маньчжуры сумели быстро заселить ее китайцами-земледельцами и, как уже отмечалось выше, привлечь к земледелию и самих ойратов. Пытался Галдан-Цэрэн поставить на регулярную основу и добычу соли, видя в ней эффективный источник доходов (как за счет торговли, так и за счет налогов). Однако когда в горах, где его работники занимались соледобычей, случилось несколько обвалов, и погибли люди, он официально запретил эту деятельность.
Не имея значительного опыта в промышленной сфере, ойраты активно привлекали для организации различных производственных предприятий иностранцев. И. Д. Чередов упоминает, что встретил в Джунгарии «тоболского бронника» Т. Зеленовского, которого хотел даже схватить и забрать в Россию, но его ойратские сопровождающие резко воспротивились этому, пригрозив гневом хунтайджи, ибо ремесленник «идет в контайшину землю своею волею». Практика привлечения «иностранных специалистов» продолжалась в Джунгарском ханстве и в дальнейшем. Достаточно вспомнить шведского сержанта И. Г. Рената, прожившего в Джунгарии с 1716 по 1733 годы; попав туда в качестве пленника (во время нападения ойратов на экспедицию И. Д. Бухгольца), он наладил в ханстве производство артиллерии и вскоре сам был назначен ее начальником.

### Регулирование торговли и договорных отношений
Ойратские правители всячески стимулировали развитие торговли. Так, И. С. Унковский, рассказывая о многочисленных контактах с различными торговцами в ставке Цэван-Рабдана, несколько раз упоминает «контайшиных купчин» из числа как ойратов, так и жителей Восточного Туркестана. Можно предположить, что речь идет о торговцах, в дело которых вкладывали деньги правители ― такая практика имела место еще в эпоху Монгольской империи и в последующих тюрко-монгольских государствах. Впрочем, торговля в Джунгарском ханстве носила преимущественно меновой характер, и ей занимались представители всех сословий. В рапорте вахмистра С. Соболева, побывавшего в Джунгарии в 1745 году под видом купца, первый же ойратский нойон, встретивший его в качестве «командующего караула» на территории ханства, предложил ему «товарами с ним меняться». И. С. Унковский упоминает, что даже в ставке джунгарского хунтайджи ойраты выменивали русские товары на «лошадей, баранов и овчинки». Вятский купец Ш. Арасланов, побывавший в Ташкенте в 1741–1742 годах, также сообщает, что ойраты покупали в Ташкенте фрукты и ягоды, меха и хлопчатобумажные ткани, у русских ― красные кожи и т. п., предлагая взамен баранов, быков, коров и лошадей. Наряду с торговлей у ойратов применялся также договор найма или аренды: И. С. Унковский сообщает, что к нему «приводили продавать и в наем верблюдов и лошадей.

### Налоги, сборы и повинности
Система налогов в Джунгарском ханстве была достаточно четко регламентированной, включая налоги в пользу как ханской казны, так и местных феодалов. Как писал И. С. Унковский, в пользу хунтайджи регулярно следовало отдавать «добрых» лошадей и скот для войск. Согласно сержанту Подзорову, ойраты в 1740-е годы. в качестве налога отдавали своим феодалам десятую часть скота. По такой же ставке взималась и торговая пошлина: И. Д. Чередов писал, что за приобретенные им в Джунгарии товары он был вынужден заплатить «десятую пошлину» в пользу хунтайджи. Налоги и повинности в Джунгарском ханстве распространялись не только на ойратов, но и на население вассальных государств. Так, согласно майору Угримову, побывавшему в Джунгарии в 1732 году, города Восточного Туркестана должны были платить ойратам дань золотом (700 лян в год) и тканями («хамы», «басмы» и «зендени»). Однако все больший рост налогов привел к обеднению и сокращению населению, так что некоторые города (в частности, Куча) платили лишь небольшую дань медью. Вахмистр кн. Ураков сообщает, что в 1744 году казахи Старшего жуза платили хунтайджи Галдан-Цэрэну «пороху ручного и свинцу», а также «был побор пансырями». Последний вид сбора был, по-видимому, чрезвычайным, поскольку впоследствии один из казахских предводителей обратился к хунтайджи, говоря, что «такой налог ни у дедов, ни у отцов не бывало».

## Население
Основу населения Джунгарского ханства составляли собственно западные монголы – высокоспециализированные степные кочевники, известные в различных исторических источниках под именем ойратов, джунгар, калмыков (чёрных калмыков) и элютов. После окончательного переселения к 40-м годам XVII века части ойратов (большинства торгутов) на Волгу, вслед за этим уже преимущественно называвшихся калмыками, за населением Джунгарии закрепился этноним – «ойраты» (в маньчжуро-китайских источниках – элюты, олоты) или «джунгары» (в русских источниках – зенгорцы). Население Джунгарии было разделено на отоки (административно-хозяйственные единицы, входившие в личное владение верховного правителя – хунтайджи), анги (уделы ближайших родственников хунтайджи из племени чорос и владетелей трех остальных племен) и цзисаи (владения духовенства).
Территория расселения ойратов находилась в зоне контактов монголо- и тюркоязычных народов. Соответственно, в состав их государства до самой его гибели входили и проживавшие в своих родных местах некоторые тюркоязычные этнические группы – теленгиты (телеуты) и часть тувинцев. Кроме того, в 1703 году в бассейн Верхнего Иртыша, в центральную часть ханства, были переселены кыргызы с Енисея. До 1718 года часть телеутов, кочевавших между Иртышом и Обью, по приказу хунтайджи Цэван-Рабдана из мест своего традиционного пребывания также переместилась во внутренние, более южные, районы ханства. Туда были переселены из долины Хемчика в Туве и мингаты – также, видимо, группа тюркоязычного населения. Переселения были осуществлены, как полагают большинство авторов, в целях избежания постепенного перехода этих этнических групп в русское подданство – «и для того киргизов и теленгутов контайша к себе забрал, чтобы от него не ушли».
В условиях сложной внешнеполитической обстановки была реально потеряна часть северных окраинных территорий, но ядро населения центра Джунгария – удел самого хунтайджи, было укреплено. Как полагают большинство авторов, начиная с Н. Я. Бичурина, в Джунгарии к середине XVIII века из 24 отоков было только три неджунгарских, иноплеменных по этническому составу: кыргызский, теленгитский (тэлэнгутский, теленгутский, телеутский) и мингатский. Кыргызский и теленгитский отоки в середине XVIII века состояли из 4 тыс. кибиток (семей) каждый, мингатский – из 3 тыс. кибиток. Кроме того, с территории Восточного Туркестана (Малой Бухарии), долгое время подчиненной Джунгарскому ханству, в собственно Джунгарию неоднократно переселялись и группы уйгуров для занятий землепашеством – так, только при Цэван-Рабдане их было переселено несколько тысяч семей, и лишь кочевых «бухарцов», кроме «пашенных», при его ставке было около 2 тыс. человек. Сведений об их уходе назад при последующих верховных правителях нет. Вероятно, на момент разгрома Джунгарии они оставались там же.
Всего в 24 отоках, 21 анги и 9 цзисаях, согласно сведениям цинского чиновника Сун Юня, насчитывалось более 200 тыс. семей или около 600 тыс. (согласно российским данным из АВПРИ — 1 млн.) человек. Войска у хунтайджи насчитывалось 60 тысяч человек. Во время войны ойраты могли выставить не менее 100 тыс. всадников.
| Делегация ойратов (дербетов и чоросов) в лагере китайского императора Цяньлуна на горном курорте Чэндэ в 1754 году. Китайская иллюстрация, 1755 года |

Рисунки из китайской коллекции портретов «Хуан Цин чжи гун ту», 1769 г.

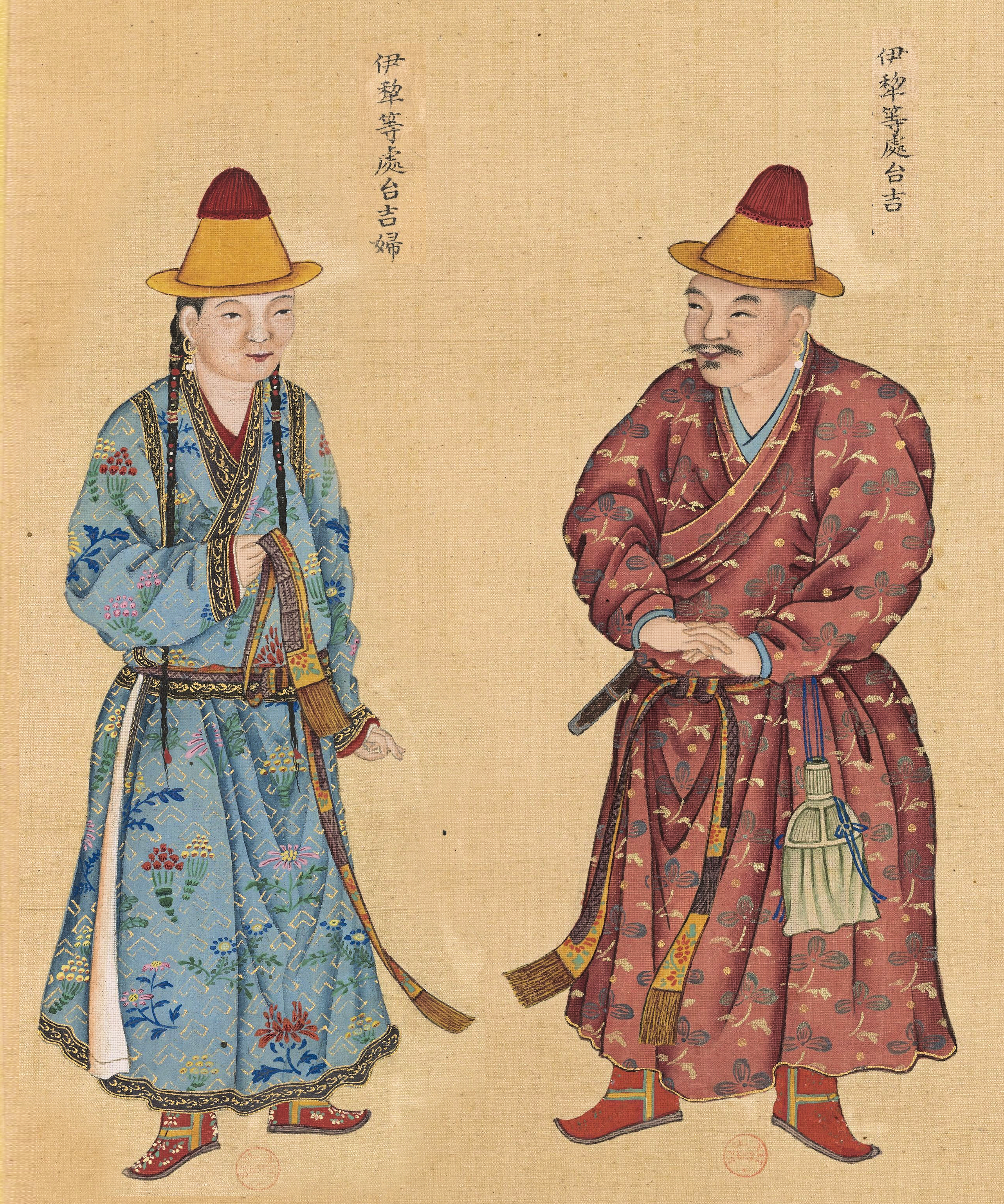
Ойратский (чоросский) тайджи вместе с женой
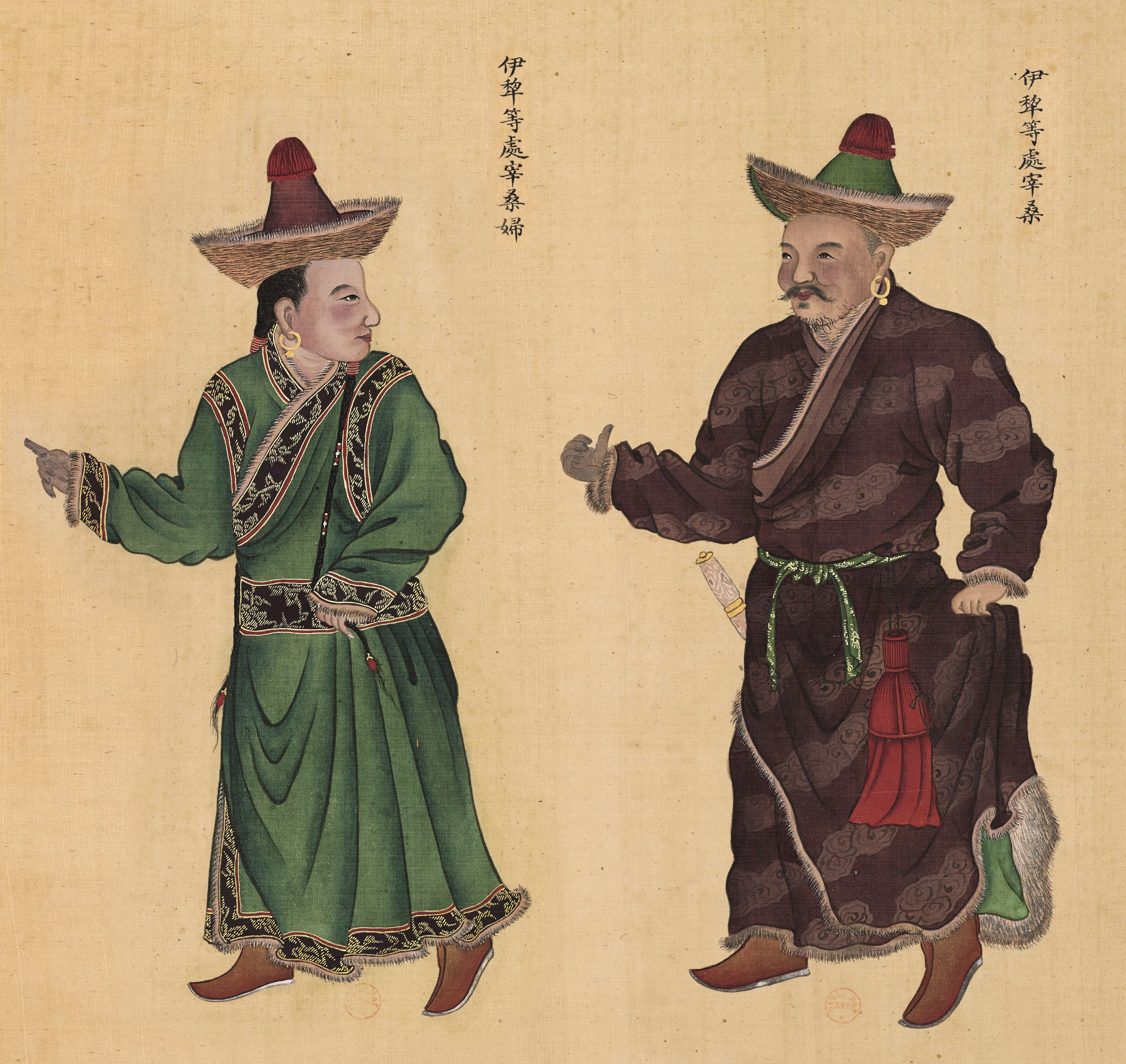
Ойратский зайсанг вместе с женой
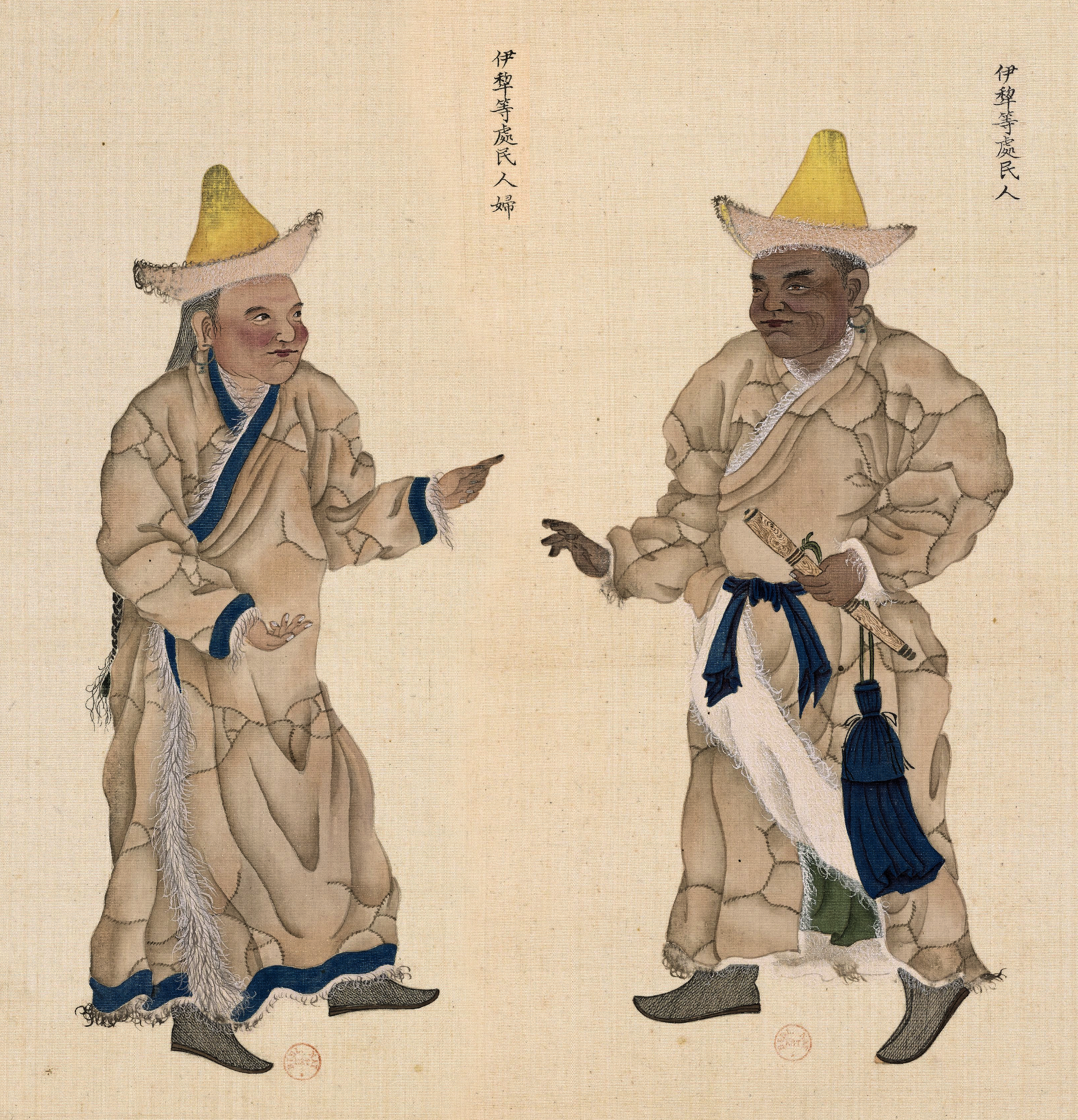
Ойраты-простолюдины
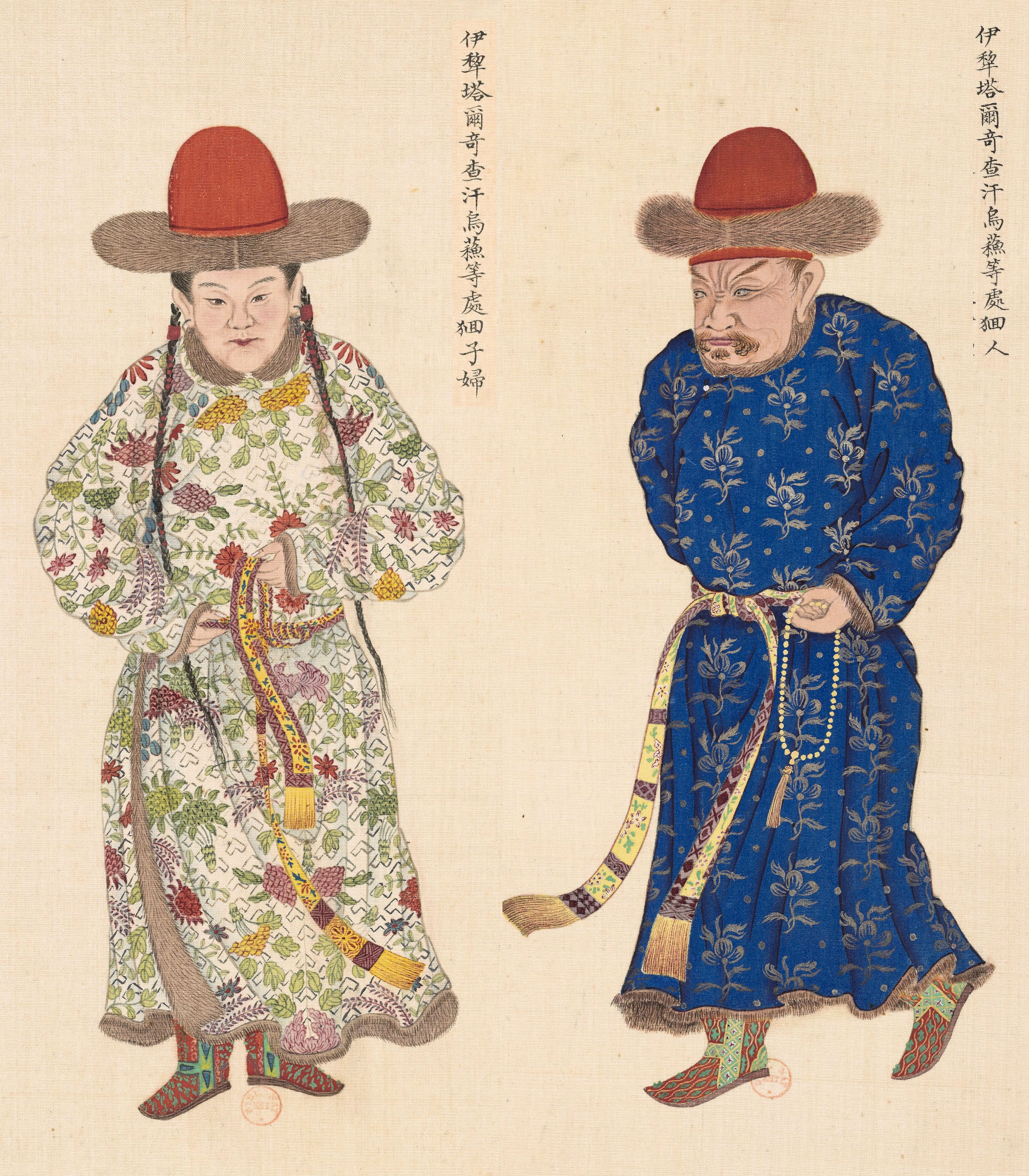
Илийские уйгуры
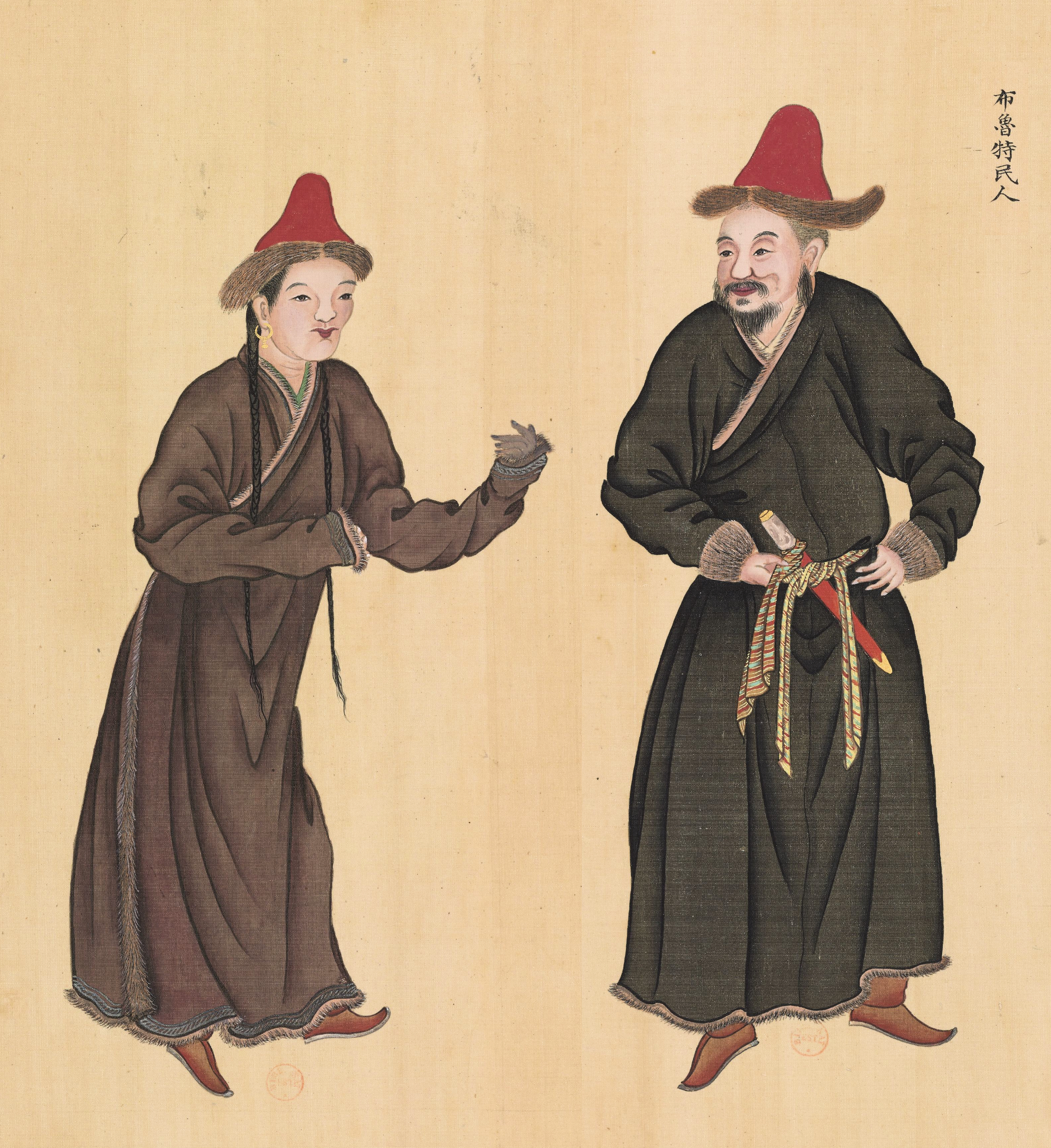
Киргизы-простолюдины

## Армия
На протяжении большей части XV — первой половины XVII веков вооружение и тактика западных монголов (ойратов) мало отличались от вооружения и тактики кочевников Южной и Восточной Монголии.

### Вооружение и комплектование

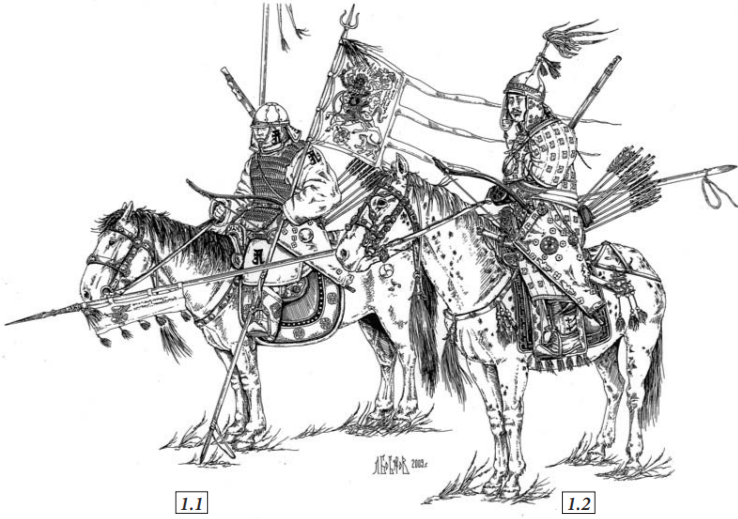
Ойратские воины XVII в.: «тогчин» (1.1) и зайсан (1.2). Реконструкция и рисунок Боброва Л. А. по материалам музейных и частных собраний России, Казахстана, Китая, США, изобразительным и письменным источникам

Вплоть до середины XVII века система вооружения и комплектования джунгарских армий мало отличалась от восточномонгольских аналогов. Однако здесь военное и культурное влияние государств Запада (Бухарского ханства и России) уже со второй четверти XVII века становится достаточно ощутимым. Ойраты начинают достаточно широко применять в общем-то не свойственные монголам предметы вооружения: кольчато-пластинчатые доспехи (бехтерцы), кольчуги, рогатины и т.д., как среднеазиатского, так и выполненного русскими ясачными людьми производства.
Главной ударной силой армии были средневооруженные копейщики-панцирники, способные вести дистанционный бой с использованием луков (а позднее фитильных ружей), а на короткой дистанции — опрокидывать противника с помощью копейной атаки и последующей конной рубки. Основным оружием ближнего боя были длинные ударные копья и пики, а также клинковое оружие — палаши и слабоизогнутые сабли.

#### Огнестрельное оружие

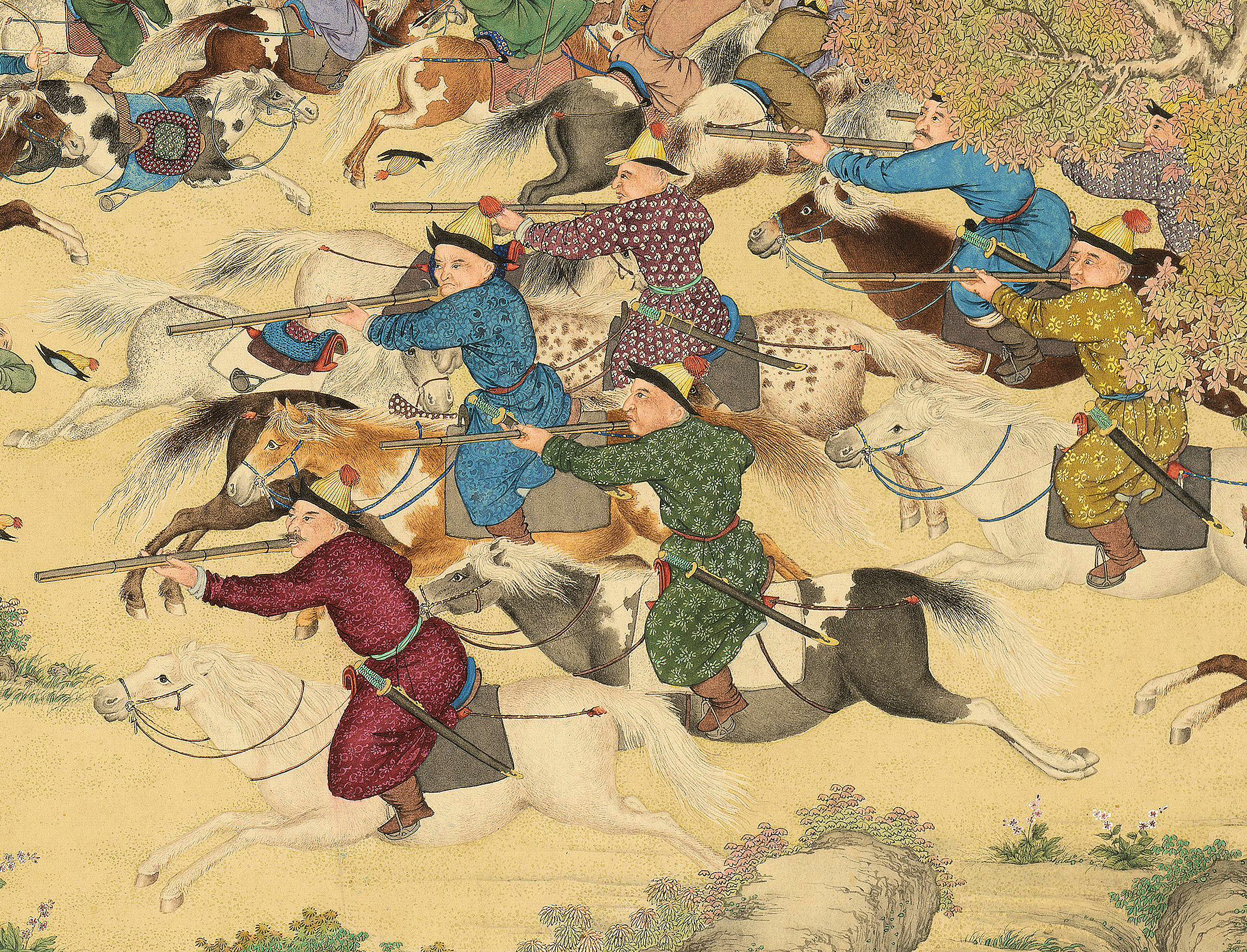
Джунгарская конница Амурсаны в битве при Хоргосе против империи Цин (1758)

Военные реформы джунгарской армии в конце XVII — первой половине XVIII века в первую очередь были связаны с освоением огнестрельного оружия. Первые факты использования ойратами ручного огнестрельного оружия относятся к началу XVII века.
Во второй половине XVII века начались массовые поставки оружия из Средней Азии и России. Обойти ограничения, наложенные русским правительством на продажу оружия кочевникам, джунгарам удалось благодаря посредничеству среднеазиатских мусульманских купцов и сибирских «князцов». В Москве и других городах России торговцы явно, а чаще тайно, закупали оружие, а затем вместе с торговыми караванами скрытно переправляли его в Джунгарию. В Джунгарию регулярно отправлялось «по 30 и больше возов» с огнестрельным оружием. Однако главную роль в перевооружении джунгарской армии все же сыграли поставки из Средней Азии.
Благодаря содействию русских и, вероятно, среднеазиатских мастеров, в Джунгарии было налажено собственное производство фитильных ружей и ружейной амуниции. Серьезный вклад в развитие джунгарской артиллерии внес Йохан Ренат, швед, плененный русской армией и в дальнейшем оказавшийся в джунгарском плену. В крупных производственных оружейных центрах трудились тысячи местных и иностранных мастеров и рядовых кочевников. В результате огнестрельное оружие получило широчайшее распространение даже среди рядовых джунгарских воинов.

#### Артиллерия
Последний и заключительный этап джунгарских военных реформ связан с появлением артиллерии. В 1726 году в Джунгарском ханстве в районе Иссык-Куля был построен первый завод по производству пушек. Организовать его работу было поручено сержанту шведской армии Йохану Густаву Ренату, который был взят в плен русскими солдатами под Полтавой, а затем переправлен в Тобольск. В 1716 году он был вторично взят в плен, на этот раз джунгарами. Сержанту обещали свободу и щедрую награду в обмен на организацию пушечного производства в Ойратии (Джунгарии). Для обучения пушечному мастерству ему были даны 20 оружейников и 200 рабочих, а несколько тысяч человек назначено на подсобные работы.
Заложенные шведом основы артиллерийского производства давали свои плоды на протяжении еще полутора десятков лет. По сведениям самих джунгар, легкие орудия, перевозимые на верблюдах, в начале 40-х годов XVIII века исчислялись тысячами, а тяжелые орудия и мортиры — десятками.
Отливом пушек в Джунгарии в 40-е годы XVIII века наряду с ойратами занимались и русские мастера. Однако после начавшейся междоусобицы в Джунгарии артиллерийское производство начало приходить в упадок. Так, в 1747 году изготовленная российским мастером Иваном Билдегой и его товарищами медная пушка «разорвалась при пробе».

### Тактика
Непрекращающиеся войны, которые вела Джунгария, предопределили гибкость тактики ойратов. И если на Западе калмыки сделали ставку на быстрые рейды своей латной конницы, то на Востоке, где им противостояли более многочисленные и лучше вооруженные отряды империи Цин, джунгары предпочитали вести оборонительные бои и добиваться победы в контратаках. На поле боя ойраты выстраивались в две линии, так чтобы фланги были выдвинуты в сторону противника и прикрыты болотом, лесом или горами. В первую линию боевого порядка становились мушкетеры и возможно копейщики. Их позиции джунгарские полководцы пытались прикрыть либо естественными складками местности, либо плетеным тыном.  В случае если противник нападал на армию джунгар внезапно живым щитом, для прикрытия стрелков, могли выступать стада крупного рогатого скота. Плотность огня ойратов была настолько велика, что маньчжурские воины, несмотря на поддержку собственной артиллерии, были вынуждены спешиваться и атаковать Галдана в пехотных колоннах. Основной задачей стрелков было остановить атаку войск противника, в то время как кавалерия (составлявшая вторую линию джунгарских войск) должна была опрокинуть его фланги. Такая тактика, основанная на активных действиях кавалерии с опорой на огнестрельную пехоту широко применялась в Средней Азии еще в XVI веке но была совершенно неизвестна на степных просторах к востоку от Алтайских гор. Именно она стала предпоследней стадией развития военного искусства кочевников. Во многом благодаря ей были одержаны победы над халхассами (приведшие к ликвидации восточномонгольской государственности) и лучший армией Дальнего Востока регулярными войсками империи Цин.

### Численность и организация
Джунгарская армия конца XVII — начала XVIII века состояла из дружин хунтайджи и крупных ойратских феодалов, народного ополчения, дружин вассалов и союзников ханства. Все ойраты, кроме детей, дряхлых стариков и лам, считались военнообязанными и несли воинскую повинность. При известии о приближении противника все мужчины, подлежавшие призыву, должны были незамедлительно прибыть в ставку местного феодального владетеля. Благодаря относительно компактному проживанию большей части ойратов джунгарским правителям удавалось достаточно быстро мобилизовать необходимое число воинов. По сведениям российских дипломатов, максимальная численность джунгарской армии в первой трети XVIII века достигала 100 тысяч человек.

## Концепция «Последней кочевой империи»

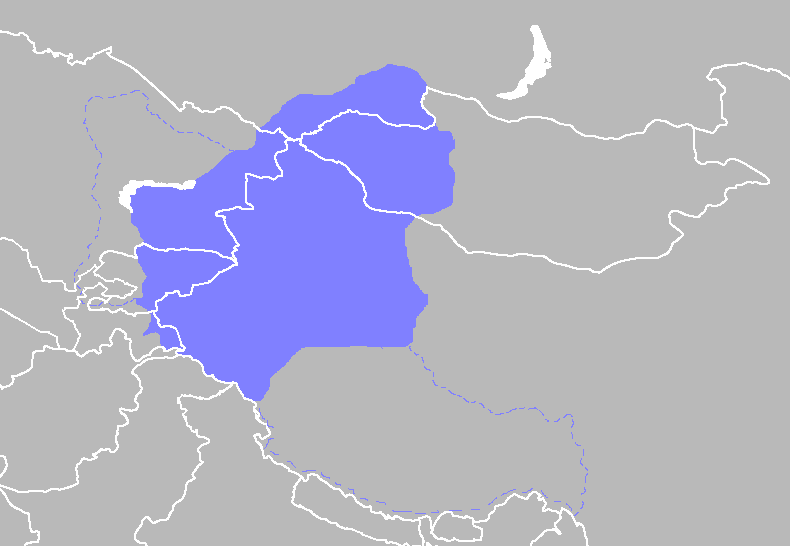
Джунгарское ханство в XVIII веке. Пунктирной линией обозначена территория, оккупированная войсками ханства

Есть все основания считать Джунгарское ханство первой половины XVIII века не просто централизованным монгольским ханством, а самой настоящей «степной империей», объединявшей под своей властью разнообразные народы и регионы далеко за пределами Монголии. Соответственно, сами ойратские хунтайджи и ханы выступали не только как «национальные» правители ойратов, но и сюзерены целого ряда вассальных государств. В первой половине XVIII века зависимость от джунгарских монархов-хунтайджи признавали правители Восточного Туркестана, среднеазиатских городов-государств Ташкента и Туркестана, казахские ханы и султаны Старшего и Среднего жузов. Признавали власть Галдан-Цэрэна и некоторые сибирские народы, находившиеся в подданстве России и платившие ясак: как сообщает тарский казачий голова И. Д. Чередов, побывавший в Джунгарии в 1713–1714 и 1719 годах эти «ясачные» платили также «алман» джунгарскому властителю. Сохранялась эта практика и десятилетия спустя: факты уплаты «алмана» «ясашными иноверцами» ойратским правителям отмечает драгун М. Давыдов, побывавший в Джунгарии в 1745 году.

## Правители Джунгарского ханства (Джунгарии)
Правители Джунгарского ханства, кроме последнего, происходили из рода Чорос.
| № | Личное имя       | Титул                       | Начало правления | Конец правления | Печать    | Происхождение                                                                                         |
| - | ---------------- | --------------------------- | ---------------- | --------------- | --------- | --- |
| 1 | Хото-Хоцин-Батур | Эрдэни-Батур-хунтайджи      | 1635             | 1653            |           | сын Гумэчи                                                                                            |
| 2 | Сенге            | Цецен-хунтайджи             | 1653             | 1671            |           | сын Эрдэни-Батура                                                                                     |
| 3 | Галдан           | Бошогту-хан                 | 1671             | 1697            | без рамки | сын Эрдэни-Батура                                                                                     |
| 4 | Цэван-Рабдан     | Чин-Зоригту-хунтайджи       | 1697             | 1727            |           | сын Сенге                                                                                             |
| 5 | Галдан-Цэрэн     | Эрдэни-Батур-хунтайджи II   | 1727             | 1745            |           | сын Цэван-Рабдана                                                                                     |
| 6 | Цэван-Дорджи     | Аджа-Намжалу-хунтайджи      | 1746             | 1749            |           | сын Галдан-Цэрэна                                                                                     |
| 7 | Лама-Дорджи      | Эрдэни-Лама-Батур-хунтайджи | 1749             | 1753            |           | сын Галдан-Цэрэна                                                                                     |
| 8 | Дабачи           | неизвестно                  | 1753             | 1755            |           | сын Намджил-Даши, сына Церена-Дондоба, внука Эрдэни-Батура                                            |
| 9 | Амурсана         | отсутствовал                | 1755             | 1757            |           | внук Лхавзан-хана по отцовской линии и внук Цэван-Рабдана по материнской; не принадлежал к роду Чорос |

### На русском языке
- Бичурин Н. Я. (Иакинф). Историческое обозрение ойратов или калмыков с XV столетия до настоящего времени. — Элиста: Калмыцкое книжное изд-во, 1991.
- Златкин И. Я. История Джунгарского ханства (1635–1758). Москва, 1964, 1983.
- Моисеев В. А. Россия и Джунгарское ханство в XVIII в. — Барнаул: Изд-во АГУ, 1998.
- Моисеев В. А. Джунгарское ханство и казахи (XVII—XVIII вв.). — Алма-Ата: Гылым, 1991.
- Почекаев Р. Ю. Российские путешественники о правовых отношениях в Джунгарском ханстве XVIII в..
- Бобров Л. А. Джунгарское ханство — последняя кочевая империя.
- Габан Шараб «Сказание о дербено-ойратах». «Восточная литература».
- Батур-Убаши Тюмень «Сказание о дербен-ойратах». «Восточная литература».
- Раднабхадра «Лунный свет: История рабджам Зая-Пандиты». «Восточная литература».
- «Илэтхэл шастир». Москва: «НАУКА», Главная редакция восточной литературы, 1990 г.

### На иностранных языках
- P. F. Bang, C. A. Bayly, W. Scheidel. The Oxford World History of Empire: Volume One: The Imperial Experience. — Oxford University Press, 2020. — 585 с. — ISBN 978-0-19-977311-4.